# Барка

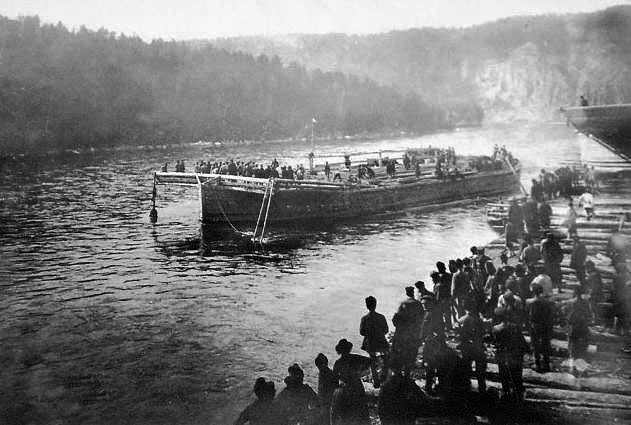
Железные караваны, Барка на реке Чусовой. Автор фото В. Метенков.

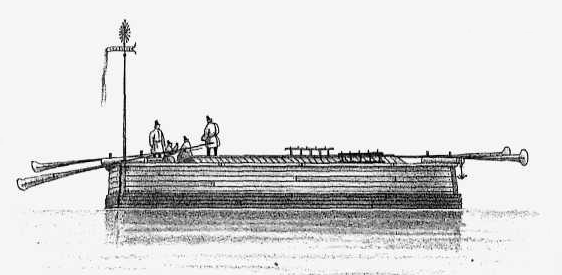
Изображение коломенки из книги чертежей и рисунков, составленных П. А. Богославским к книге о купеческом судостроении в России.

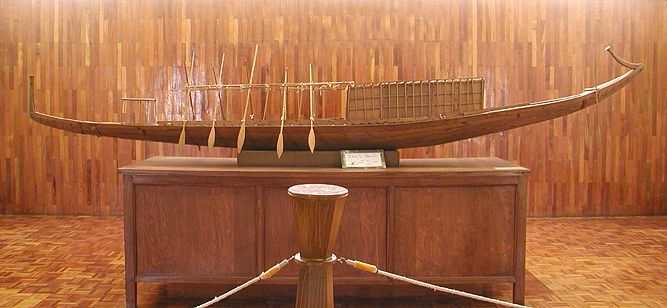
Современный макет солнечной барки Хеопса. Музей солнечной ладьи в Гизе

Ба́рка (фр. barque, итал. barca, исп. barca, кат. barca) — большое несамоходное грузовое плоскодонное судно, применявшееся с начала XVIII века до конца XIX века на крупных водоёмах Российской империи.

## История
Как речное грузовое, плоскодонное, беспалубное судно, барка служила для перевозки хлеба и других грузов.
Обычно барки имели облегчённую конструкцию с упрощёнными обводами корпуса, палубой и тупыми оконечностями. Их строили на гвоздях из полуобработанного лесоматериала на один сезон. Далее практиковалась разборка барок для получения дешёвого стройматериала — так называемого барочного леса. Нередко барки снабжались мачтами с прямым парусом, который чаще всего изготавливался из недорогой рогожи. Для управления использовались рулевые вёсла на носу и на корме — потеси.
Барки были основным типом судов, перевозивших товары по речным торговым путям России XVIII—XIX веков, в частности, по Мариинской водной системе. 
Длина барок могла достигать 64 метров, ширина до 17 метров, а грузоподъёмность до 1200 тонн, например на Днепре и его притокам использовали белорусскую барку, длиной до 25 саженей, и вмещающей до 40 000 пудов груза, и люцу или любецкую барку, длиной и шириной 24 — 27 аршин, осадкой около 12 четвертей, поднимающей от 40 000 до 60 000 пудов груза. 
Среди локально-распространённых разновидностей барок выделяются: бакаут, бархот, беляна, брама, гусяна, домшхоут, коломенка, мариинка, мокшан, романовка, тихвинка.
Также барками назывались итальянские рыбацкие лодки и быстроходные средневековые галеры.